# 任承沆
任承沆（?—?），江蘇省常州府宜興縣人，清朝政治人物、進士出身。
光緒二十九年（1903年），参加光緒癸卯科殿試，登進士二甲第53名。同年閏五月，授兵部主事。